# ستيوارت فولكنير
ستيوارت فولكنير (بالإنجليزية: Stewart Faulkner) هو منافس ألعاب قوى بريطاني، ولد في 19 فبراير 1969 في بريكستون في المملكة المتحدة.

## وصلات خارجية
- ستيوارت فولكنير على موقع الاتحاد الدولي لألعاب القوى (الإنجليزية)
- ستيوارت فولكنير على موقع أوليمبيديا (الإنجليزية)
- ستيوارت فولكنير على موقع اللجنة الأولمبية البريطانية (الإنجليزية)
- ستيوارت فولكنير على موقع اتحاد ألعاب الكومنولث (مؤرشف) (الإنجليزية)